# NGC 5369
NGC 5369 је елиптична галаксија у сазвежђу Девица која се налази на NGC листи објеката дубоког неба.
Деклинација објекта је - 5° 28' 11" а ректасцензија 13h 56m 37,7s. Привидна величина (магнитуда) објекта NGC 5369 износи 13,4 а фотографска магнитуда 14,4.